# Junioreuropamästerskapen i öppet vatten-simning 2021
Junioreuropamästerskapen i öppet vatten-simning 2021 arrangerades mellan den 23 och 25 juli 2021 i Setúbal i Portugal. Det var den 18:e upplagan av junioreuropamästerskapen i öppet vatten-simning.
Mästerskapet bestod av åtta grenar. Både damer och herrar tävlade enligt följande åldersklasser: 5 km för åldern 14–15 år, 7,5 km för åldern 16–17 år och 10 km för åldern 18–19 år. Det fanns dessutom två mixade lagtävlingar, en i U16-klass och en i U19-klass.

## Medaljörer

### Herrar
| Gren   | Guld                      | Guld       | Silver                   | Silver     | Brons                     | Brons      |
| 5 km   | Hunor Kovács-Seres Ungern | 55.58,27   | Jerzy Larys Polen        | 56.56,76   | Émile Mesmacque Frankrike | 57.15,81   |
| 7,5 km | Sacha Velly Frankrike     | 1:26.15,53 | Linus Schwedler Tyskland | 1:26.36,37 | Pasquale Giordano Italien | 1:26.36,47 |
| 10 km  | Dávid Betlehem Ungern     | 1:51.05,48 | Oliver Klemet Tyskland   | 1:51.09,17 | Jules Wallart Frankrike   | 1:52.47,94 |

### Damer
| Gren   | Guld                  | Guld       | Silver                 | Silver     | Brons                     | Brons      |
| 5 km   | Julia Barth Tyskland  | 1:00.45,49 | Hannah Gätjen Tyskland | 1:00.51,45 | Anna Porcari Italien      | 1:00.51,48 |
| 7,5 km | Bettina Fábián Ungern | 1:34.42,06 | Mira Szimcsák Ungern   | 1:34.57,94 | Klaudia Tarasiewicz Polen | 1:34.59,37 |
| 10 km  | Mafalda Rosa Portugal | 2:04.11,28 | Giulia Salin Italien   | 2:04.13,73 | Madelon Catteau Frankrike | 2:04.15,67 |

### Mixed
| Gren                          | Guld                                                                    | Guld     | Silver                                                            | Silver   | Brons                                                              | Brons    |
| Lagtävling, 4 × 1,25 km (U16) | Italien Giorgia Gosetto Anna Porcari Vincenzo Del Vecchio Vincenzo Caso | 59.31,30 | Frankrike Mathilde Herlem Simon Barbieux Candice Foix Sacha Velly | 59.38,04 | Tyskland Hannah Gätjen Jonas Kusche Julia Barth Linus Schwedler    | 59.39,08 |
| Lagtävling, 4 × 1,25 km (U19) | Ungern Bettina Fábián Mira Szimcsák László Gálicz Dávid Betlehem        | 57.03,63 | Tyskland Marlene Blanke Leonie Märtens Oliver Klemet Sven Schwarz | 57.34,00 | Spanien Paula Otero Ángela Martínez Alejandro Puebla Carlos Garach | 57.34,23 |

## Medaljtabell
*   Värdland ( Frankrike)
| Nr                  | Nation              | Guld | Silver | Brons | Totalt |
| ------------------- | ------------------- | ---- | ------ | ----- | ------ |
| 1                   | Ungern              | 4    | 1      | 0     | 5      |
| 2                   | Tyskland            | 1    | 4      | 1     | 6      |
| 3                   | Frankrike*          | 1    | 1      | 3     | 5      |
| 4                   | Italien             | 1    | 1      | 2     | 4      |
| 5                   | Portugal            | 1    | 0      | 0     | 1      |
| 6                   | Polen               | 0    | 1      | 1     | 2      |
| 7                   | Spanien             | 0    | 0      | 1     | 1      |
| Totalt (7 nationer) | Totalt (7 nationer) | 8    | 8      | 8     | 24     |